# Eurygaster
Genre
Eurygaster est un genre d'insectes hémiptères, de punaises de la famille des Scutelleridae, de la sous-famille des Eurygastrinae et de la tribu des Eurygastrini.

## Classification
Le genre a été décrit par l'entomologiste français Francis de Laporte de Castelnau en 1833 (ou 1832 selon les sources ou la publication originale),,.

### Synonymie
- Bellocoris Hahn, 1834
- Platypleurus Mulsant & Rey, 1865
- Holophlygdus Stål, 1873

### Taxonomie
Liste des espèces
- Eurygaster alternata (Say, 1828)
- Eurygaster amerinda Bliven, 1956
- Eurygaster austriaca (Schrank, 1776)
  - Eurygaster austriaca austriaca (Schrank, 1776)
  - Eurygaster austriaca seabrai China, 1938
- Eurygaster dilaticollis Dohrn, 1860
- Eurygaster fokkeri Puton, 1893
- Eurygaster hottentotta (Fabricius, 1775)
- Eurygaster integriceps Puton, 1881
- Eurygaster maura (Linnaeus, 1758)
- Eurygaster minidoka Bliven, 1956
- Eurygaster minor Montandon, 1885
- Eurygaster paderewskii Bliven, 1962
- Eurygaster shoshone Kirkaldy, 1909
- Eurygaster testudinaria (Geoffroy, 1785)

Selon ITIS (5 octobre 2019) :
- Eurygaster alternata (Say, 1828)
- Eurygaster amerinda Bliven, 1956
- Eurygaster hottentotta (Fabricius, 1775)
- Eurygaster minidoka Bliven, 1956
- Eurygaster paderewskii Bliven, 1962
- Eurygaster shoshone Kirkaldy, 1909

Selon NCBI (5 octobre 2019) :
- Eurygaster alternata (Say, 1828)
- Eurygaster amerinda Bliven, 1956
- Eurygaster austriaca (Schrank, 1776)
- Eurygaster dilaticollis Dohrn, 1860
- Eurygaster integriceps Puton, 1881
- Eurygaster maura (Linnaeus, 1758)
- Eurygaster testudinaria (Geoffroy, 1785)

## Espèce fossile
Selon Paleobiology Database en 2023, une seule espèce fossile est référencée :
- †Eurygaster granulosus Förster, 1891[6].

## Galerie

"Quelques
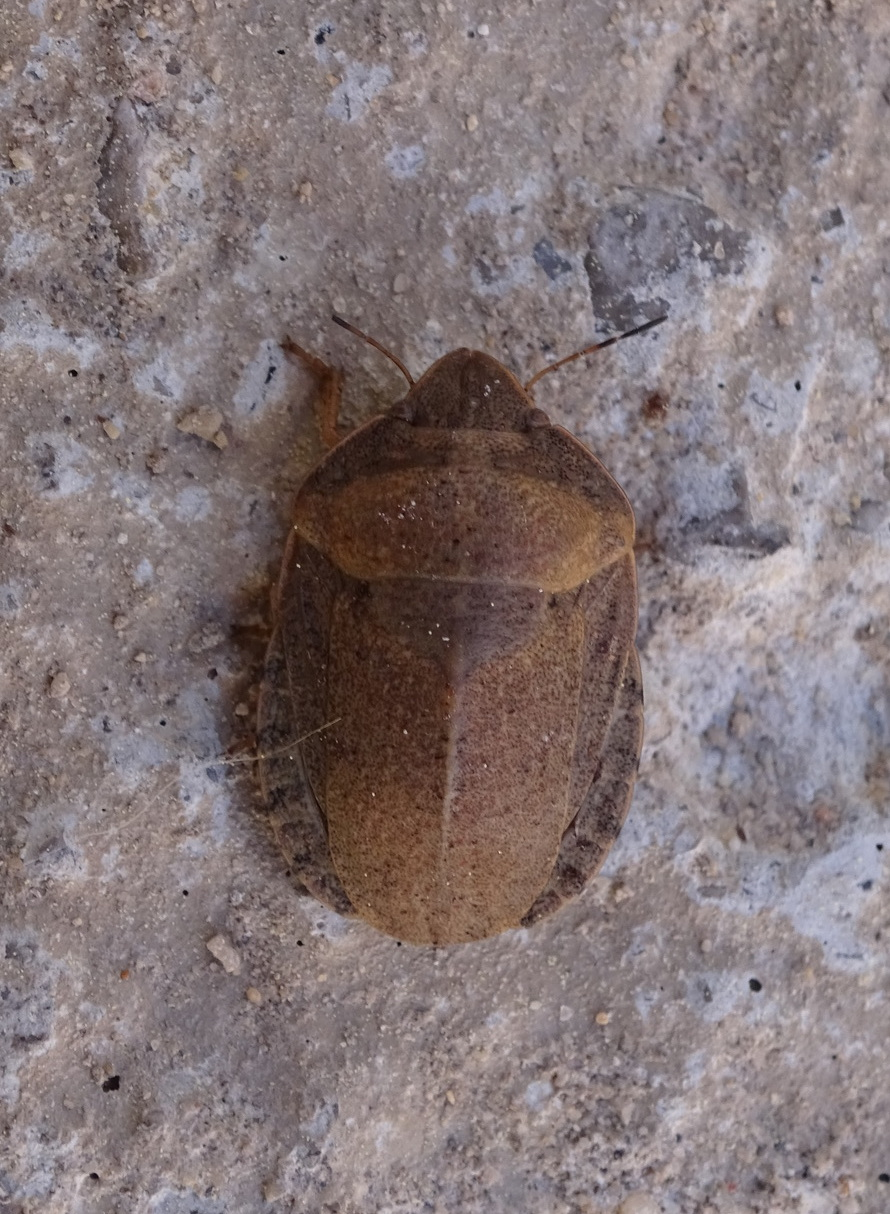
Quelques espèces vivantes du genre Eurygaster.
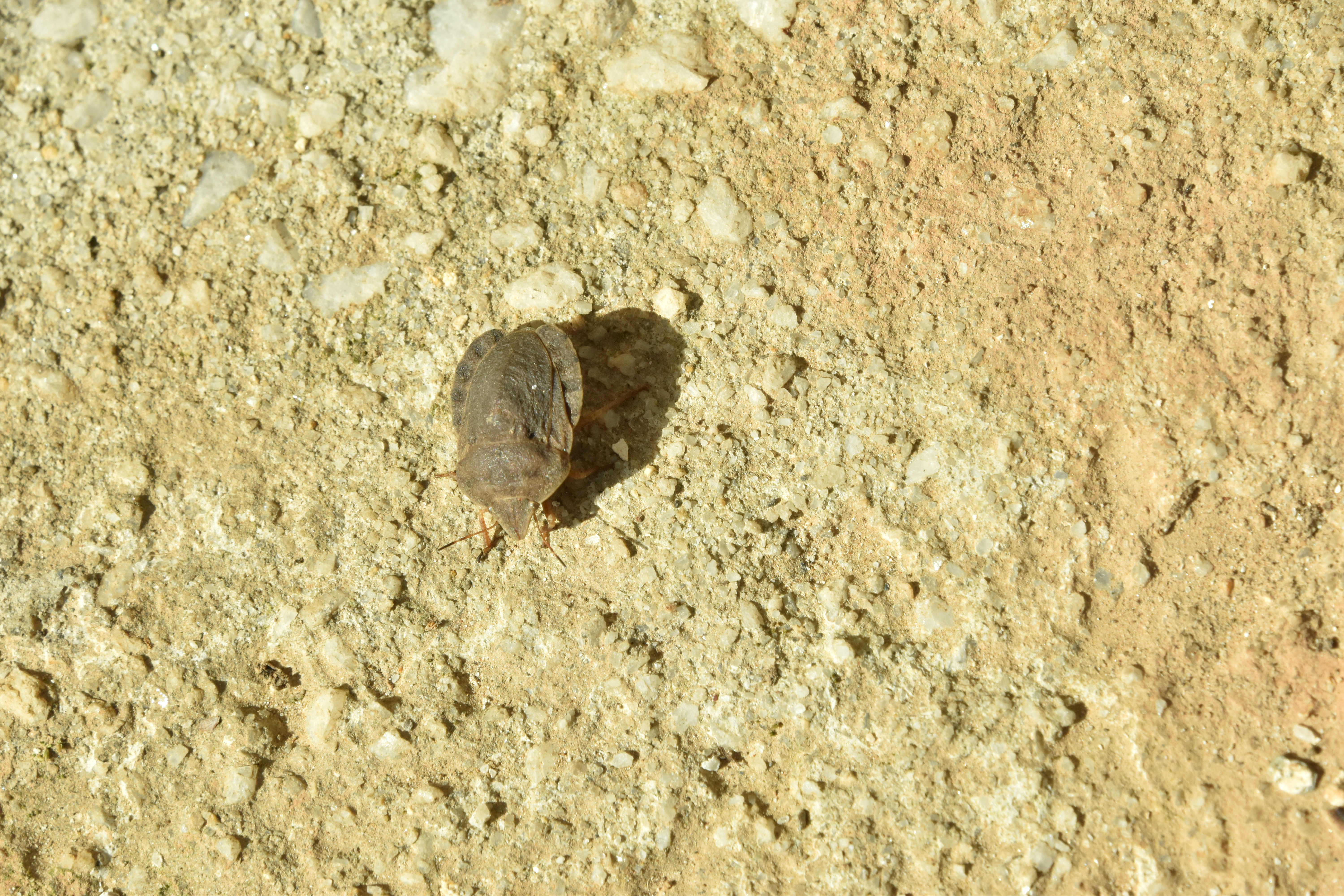
Eurygaster austriaca.
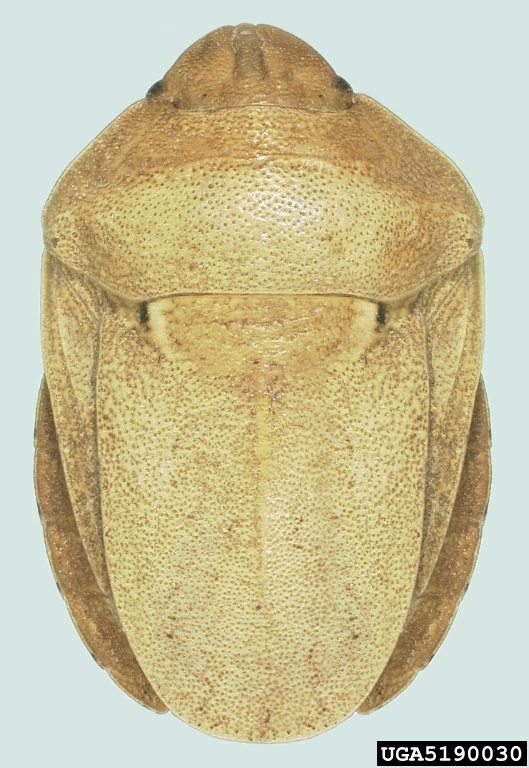
Eurygaster hottentotta.
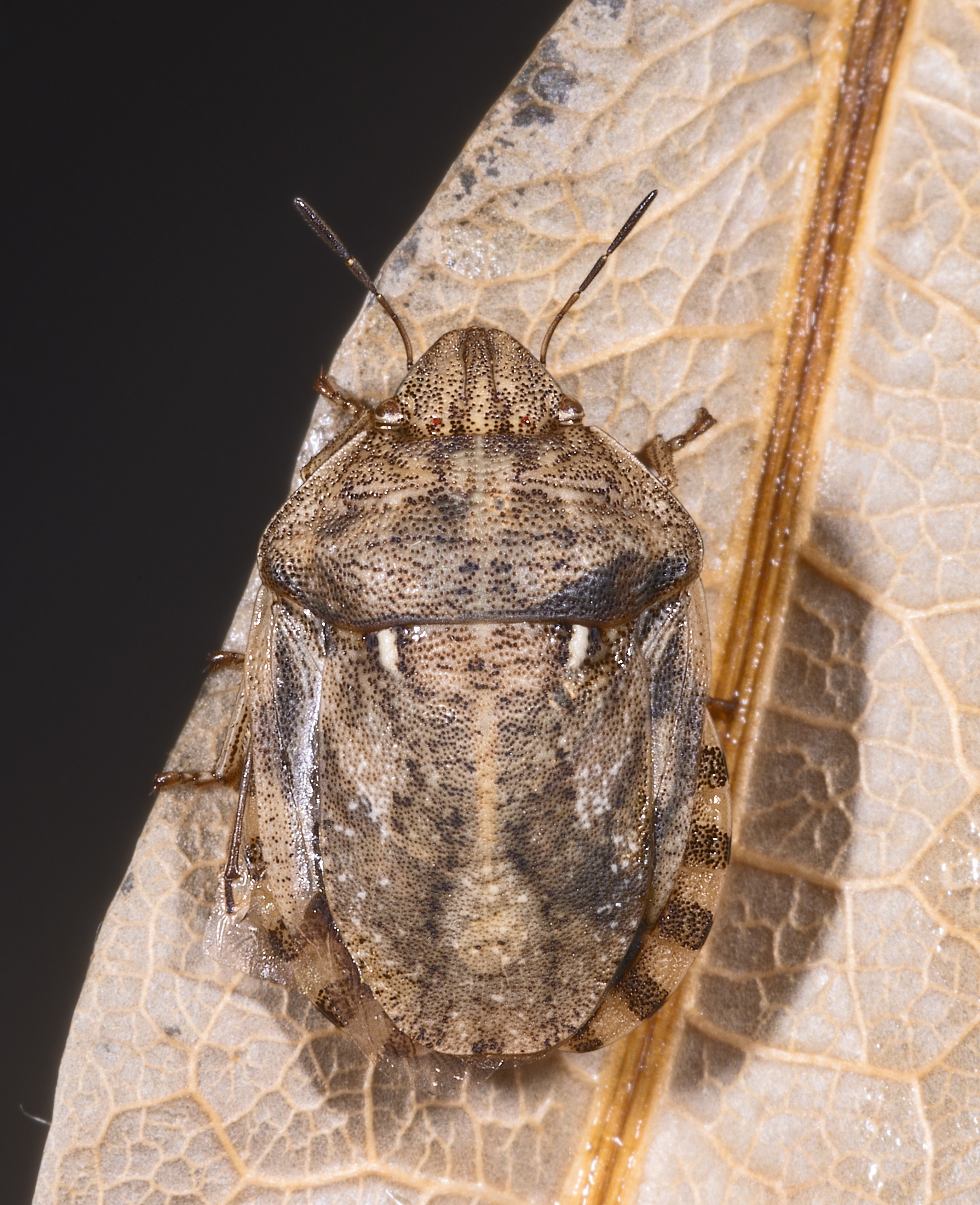
Eurygaster integriceps.
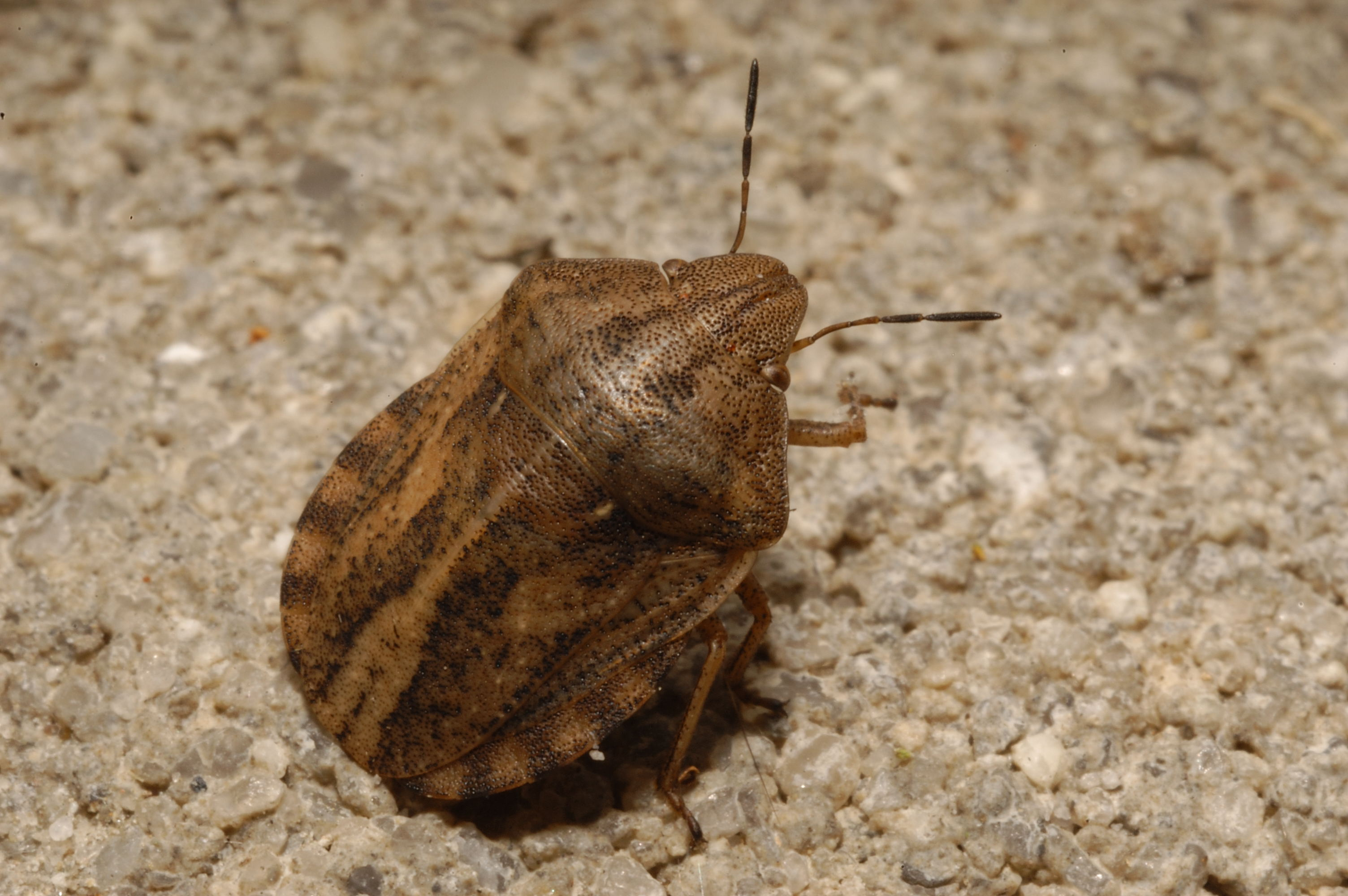
Eurygaster maura.
- Eurygaster testudinaria.

### Publication originale
- [1832] Francis de Laporte de Castelnau, « Essai d'une classification systématique de l'ordre des Hémiptères (Hémiptères Héteroptères, Latr.) », Magasin de Zoologie, vol. 2,‎ 1832, p. 1-88; pls.51-55.